# Lachov
Lachov (německy Löchau) je vesnice, část města Teplice nad Metují v okrese Náchod. Nachází se asi 2,5 km na jihovýchod od Teplic nad Metují. V roce 2009 zde bylo evidováno 52 adres. V roce 2001 zde trvale žilo 84 obyvatel.
Lachov je také název katastrálního území o rozloze 4,09 km2.

## Historie
První písemná zmínka o obci pochází z roku 1395.

## Pamětihodnosti
- Pozdně barokní kamenný kříž z roku 1781